# Hellanikos z Lesbu
Hellanikos z Lesbu (řecky: Ἑλλάνικος ὁ Λέσβιος) někdy též zvaný Hellanikos z Mytilény (řecky: Ἑλλάνικος ὁ Μυτιληναῖος) (asi 490 př. n. l. – asi 405 př. n. l.) byl starořecký logograf, historik a geograf.
Narodil se v Mytiléně na ostrově Lesbu. Podle byzantské encyklopedie Suda žil nějaký čas na dvoře jednoho z makedonských králů a zemřel v Perperene v Malé Asii, poblíž Pergamonu. Byl jedním z nejplodnějších raných historiků. Jeho mnohá díla, i když jsou nyní ztracena, byla velmi vlivná. Byl citován řadou dalších autorů, kteří tak zachovali okolo dvouset fragmentů jeho textů. Striktně rozlišoval mezi řeckou mytologii a historií. Snažil se položit základy vědecké chronologie, využil takto třeba seznam argejských kněžek z Héry (dílo Hiereiai tes Heras en Argei), seznam vítězů v Karnejských hrách (hlavní spartský festival), řadu rodokmenů (zejm. dílo Foronis) nebo seznamy magistrátů (např. archóntů v Athénách). Pokusil se těmito novými postupy nahradit staré datování podle generací. Z klasických historiografických prací patří k nejdůležitějším Atthis, dějiny Attiky od roku 683 př. n. l. do konce peloponéské války (404 př. n. l.), z nichž široce čerpal Thúkydidés, i když zároveň svého předchůdce kritizoval za nepřesnosti. Je mu celkem připisováno asi třicet děl. Zahrnují mj. první zmínku o legendárním založení Říma Trójany. Hellanikos tvrdil, že město založil Aineiás, když doprovázel Odyssea na jeho cestách po Latiu. Podporoval také myšlenku, že na počátku etruské kultury stáli Pelasgové.